# Tito Lusiardo
César Lusiardo, conocido como Tito Lusiardo ( Ferrol, España, 13 de septiembre de 1896 - Buenos Aires, Argentina, 25 de junio de 1982) fue un actor de radio, teatro, cine y televisión argentino. Tuvo una prolongada actividad artística, fue muy amigo de Carlos Gardel, era un excelente bailarín de tango y estaba considerado como un prototipo del porteño tanguero.

## Primeros años
Su padre fue Francisco Lusiardo, oriundo del Uruguay, era dueño de una fábrica de toldos y su madre Elvira Amoedo había nacido en Galicia. Desde muy pequeño vivió con sus padres en una casona de la calle Venezuela al 300 en el barrio porteño de Monserrat. Fue el mayor de seis hermanos -César, Hortensia (Titina, que falleció siendo niña), Esther, Angélica, Mario y Francisco (Alejandro)-y estudió en el colegio de San Ignacio.

## Sus comienzos en el teatro
Ingresó a trabajar en el Teatro Nacional como utilero, o sea que su labor consistía en mover y acomodar todos los objetos que hacen a la actividad teatral dentro y fuera del escenario pero ya en 1918 actuó en la obra El cabaret, de Carlos Mauricio Pacheco, supliendo a un bailarín ausente, bailando un tango junto a Concepción Sánchez para lo cual usó el esmoquin que le prestó el actor Luis Vittone. Le siguió un papel en Tu cuna fue un conventillo, de Alberto Vaccarezza, estrenada en el mismo teatro el 21 de mayo de 1920, en cuyo tercer acto recitaba un poema.
A partir de allí actuó en muchas obras. En el teatro Nacional trabajó en Mateo de Armando Discépolo estrenada el 14 de marzo de 1923 por la compañía de Pascual Carcavallo en el papel de Narigueta. También trabajó en otras piezas, tales como Al tango hay que saberlo bailar, Mujercitas de lujo, junto a las grandes compañías de la época, como la que encabezaban Enrique Muiño y Elías Alippi; también tendría una permanente presencia en los teatros de revistas.
En 1933 Lusiardo fue convocado para cubrir como actor y bailarín algunos papeles en la obra De Gabino a Gardel (Crónica cómica de la canción nacional a través de los años), de Ivo Pelay, estrenada el 23 de marzo. 
Desde entonces estuvo siempre presente en el teatro, como actor y bailarín de tangos, tuvo por parejas de baile a Tita Merello, Olinda Bozán y Beba Bidart.

## Actividad en el cine
En 1933 se produjo su debut en el cine dirigido por Luis Moglia Barth, en Dancing, basada en la obra teatral homónima de Alejandro Berrutti. En este filme estrenado el 9 de noviembre, que fue la segunda producción de la empresa Argentina Sono Film actuaban conocidos actores como Arturo García Buhr, Amanda Ledesma, Alicia Vignoli, Alicia Barrié, Severo Fernández, Pedro Quartucci, Héctor Quintanilla, Amelia Bence y Rosa Catá, además de la orquesta típica de Roberto Firpo, la "jazz" de René Cóspito y el conjunto Los de la Raza. 
Al año siguiente actuó en Ídolos de la radio dirigido por Eduardo Morera, estrenada el 24 de octubre de 1934,  película por la cual desfilan las estrellas más populares de la radiofonía de la época, tales como Ada Falcón, Ignacio Corsini, Francisco Canaro, Tita Merello, entre otros, junto a actores de teatro como Lusiardo y Olinda Bozán. 
Por pedido de Gardel fue llamado para actuar con él en Long Island, EE.UU en El día que me quieras dirigido por John Reinhardt en enero de 1935. Allí Lusiardo, interpretó el papel de Rocamora, un entrañable compañero de correrías del personaje encarnado por Gardel, e incluso llegó a cantar en la película el vals Suerte negra formando trío con Gardel y Manuel Peluffo en una memorable escena. Lusiardo lució en la película la simpatía que tenía en la vida real y alterna satisfactoriamente su actuación en los momentos humorísticos y los dramáticos. También allí actuó en Tango Bar filmado un mes después con el mismo director y repitiendo el papel de porteño vivo y aventurero, amigo del personaje de Gardel. 
Luego actuó hasta 1969 hasta totalizar casi cincuenta películas, incluyendo una en España. Se destacó especialmente en La muchachada de a bordo (Manuel Romero, 1936); Tres anclados en París (Manuel Romero, 1938); Jettatore (Luis Bayón Herrera, 1938); ¨¨El sobretodo de Céspedes** (Leopoldo Torres Ríos, 1939); Un señor mucamo (Enrique Santos Discépolo, 1940); El mozo número 13 (Leopoldo Torres Ríos, 1941); El fabricante de estrellas (Manuel Romero, 1943); La calle Corrientes (Manuel Romero, 1943); Con la música en el alma (Luis Bayón Herrera, 1951); y El cartero (Homero Cárpena, 1954).
El crítico Domingo Di Núbila después de destacar el inesperado gran éxito que obtuvo la película El sobretodo de Céspedes escribe que el filme trata:

"sobre un hombre (Tito Lusiardo) que encuentra un sobretodo a cuadros en cuyos bolsillos aparecen billeteras, joyas y otros valores. Las expresiones de asombro, intriga, agrado, miedo e infinitos estados de ánimo que se dibujan en la cara de Lusiardo ante cada hallazgo -antes y después de enterarse que una banda de punguistas deposita sus robos en el sobretodo para eludir a la policía-  revelaron más que nunca el genio cómico de este formidable y camaleónico actor, y la gente se desternilló de risa con sus reacciones"

En la crítica al filme Luna de miel en Río (Manuel Romero 1940) el crítico Roland opinó que en la película "se destacan las buenas cualidades de Tito Lusiardo siempre natural y simpático"
También actuó en filmes referidos a Carlos Gardel como La historia del tango, El morocho del Abasto y Carlos Gardel: historia de un ídolo. Ingresó en el libro Guinness de los récords cuando en 1969 realizó en la nueva versión de El día que me quieras el mismo papel que había hecho 35 años antes. En 1967 había sido el primer actor del mundo en hacer el mismo personaje -suboficial de la Marina- en la primera y segunda versión de La muchachada de a bordo con más de treinta años de diferencia entre una y otra.
En marzo de 1977 sufrió una hemiplejia cuando asistía como invitado a un programa de televisión y nunca se recuperó hasta su fallecimiento en Buenos Aires el 25 de junio de 1982. Sus restos fueron velados en el hall del Teatro Presidente Alvear y trasladados al Cementerio del Oeste. 
El 24 de noviembre de 1930 se había casado con la actriz Delia Codebó, iniciada en el teatro y que aparecería en varios filmes entre 1936 y 1939. Delia era ya viuda con una hija, Mabel Arrizabalaga, cuando se casa con Tito, quien cría a esta beba como si fuera propia.

## Homenajes
En Villa Giardino, provincia de Córdoba lleva su nombre la calle sobre la cual Tito Lusiardo poseía una casa de verano. El 10 de diciembre de 2002, la Legislatura de la Ciudad Autónoma de Buenos Aires le rindió homenaje colocando una placa con su nombre en el edificio de Avenida Corrientes 1515 donde viviera Tito Lusiardo entre 1941 y 1982. Por la ley 1024 de la misma legislatura se dispuso dedicar a esta figura la estación Parque Patricios de la línea "H" de subterráneos de Buenos Aires, en la cual se exhibe material temático referente al mismo como parte del "Paseo Turístico - Cultural Subterráneo del Tango" de esa línea.

## Filmografía
Actuó en los siguientes filmes:
- Hasta siempre Carlos Gardel (1973, inconcluso) dir. Ángel Acciaresi
- El día que me quieras (1969) dir. Enrique Cahen Salaberry.
- La muchachada de a bordo (1967) dir. Enrique Cahen Salaberry.
- La cigarra está que arde (1967) dir. Lucas Demare.
- Buenas noches, Buenos Aires (1964) dir. Hugo del Carril.
- Cleopatra era Cándida (1964) dir. Julio Saraceni.
- Carlos Gardel, historia de un ídolo (1964) dir. Solly.
- Del cuplé al tango (1958) dir. Julio Saraceni.
- El cartero (1954) dir. Homero Cárpena.
- Una cubana en España (1951) dir. Luis Bayón Herrera.
- Con la música en el alma (1951) dir. Luis José Moglia Barth.
- A La Habana me voy (1951) dir. Luis José Moglia Barth.
- Cuando un pobre se divierte (1951 inédita) dir. Julio Lavera.
- El morocho del Abasto (La vida de Carlos Gardel) (1950) dir. Julio Rossi.
- La historia del tango (1949) dir. Manuel Romero.
- El cantor del pueblo (1948) dir. Antonio Ber Ciani.
- Los secretos del buzón (1948) dir. Catrano Catrani.
- Navidad de los pobres (1947) dir. Manuel Romero.
- El fabricante de estrellas (1943) dir. Manuel Romero.
- La calle Corrientes o La locura del tango (1943) dir. Manuel Romero.
- Ven... mi corazón te llama (1942) dir. Manuel Romero.
- Elvira Fernández, vendedora de tienda (1942) dir. Manuel Romero.
- Así te quiero (1942) dir. Edmo Cominetti.
- Hay que casar a Ernesto (1941) dir Orestes Caviglia.
- El mozo número 13 (1941) dir. Leopoldo Torres Ríos.
- Novios para las muchachas (1941) dir. Antonio Momplet.
- Luna de miel en Río (1940) dir. Manuel Romero.
- Isabelita (1940) dir. Manuel Romero.
- Ha entrado un ladrón (1940) dir. Augusto César Vatteone.
- Un señor mucamo (1940) dir. Enrique Santos Discépolo
- La vida es un tango (1939) dir. Manuel Romero.
- Gente bien (1939) dir. Manuel Romero.
- Oro entre barro  o Entre el barro (1939) dir. Luis Bayón Herrera.
- Los pagarés de Mendieta (1939) dir. Leopoldo Torres Ríos.
- El sobretodo de Céspedes (1939) dir. Leopoldo Torres Ríos.
- Pampa y cielo (1938) dir. Raúl Gurruchaga.
- Jettatore (1938) dir. Luis Bayón Herrera.
- Mujeres que trabajan (1938) dir. Manuel Romero.
- Tres anclados en París (1938) dir. Manuel Romero.
- Adiós Buenos Aires (1938) dir. Leopoldo Torres Ríos.
- La vuelta de Rocha (1937) dir. Manuel Romero.
- Así es el tango (1937) dir. Eduardo Morera.
- La muchachada de a bordo (1936) dir. Manuel Romero.
- El día que me quieras (1935) dir. John Reinhardt.
- Tango Bar (1935) dir. John Reinhardt
- Ídolos de la radio (1934) dir. Eduardo Morera.
- Dancing (1933) dir. Luis José Moglia Barth.